# Заозёрненский сельский совет (Каховский район)
Заозёрненский сельский совет (укр. Заозерненська сільська рада) — входит в состав
Каховского района
Херсонской области
Украины.
Административный центр сельского совета находится в 
с. Заозёрное
.

## История
- 1960 — дата образования.

## Населённые пункты совета
- с. Заозёрное
- с. Ольговка